# Perigrapha pallida
Perigrapha pallida är en fjärilsart som beskrevs av Leo Schwingenschuss 1918. Perigrapha pallida ingår i släktet Perigrapha och familjen nattflyn. Inga underarter finns listade i Catalogue of Life.